# Liste der Könige von Byblos
Die folgende Liste der Herrscher von Byblos ist nicht vollständig und enthält mit hoher Wahrscheinlichkeit zahlreiche Lücken.
| Name                     | Datierung             | Kommentar                                                                                            |
| ------------------------ | --------------------- | --- |
| Ibdadi                   | 2050 v. Chr.          | erscheint in Keilschrifttext aus Drehem (Vorort von Nippur), dort als Ensi von Byblos bezeichnet     |
| Abischemu                | ca. 1820–1795 v. Chr. | Grab I der Königsnekropole von Byblos                                                                |
| Ipschemuabi              | ca. 1795–1780 v. Chr. | Grab II der Königsnekropole von Byblos                                                               |
| Kain                     | ca. 1780–1770 v. Chr. | nur von einem Siegel bekannt                                                                         |
| Reyen (oder Yakin-el)    | ca. 1770–1765 v. Chr. | Vater des Yantin-hamu                                                                                |
| Yantin-hamu (oder Inten) | ca. 1765–1735 v. Chr. | erscheint in Keilschrifttext aus Mari, auf Siegeln und einem Relief                                  |
| Abischemu II.            | ca. 1720–1700 v. Chr. | von verschiedenen Objekten bekannt, Name in ägyptischen Hieroglyphen                                 |
| Yapa-schemuabi           | ca. 1700–1690 v. Chr. | erscheint in ägyptischer Inschrift aus Byblos                                                        |
| Akery                    | ca. 1690–1670 v. Chr. | wird auf einer Stele genannt, Sohn des Abischemu II.                                                 |
| Akay                     | ca. 1670–1650 v. Chr. | wird auf einer Stele genannt                                                                         |
| Rib-Addi                 | ca. 1375–1355 v. Chr. | aus Keilschrifttexten bekannt                                                                        |
|                          |                       | |
| unbekannt                | ca. 1300 v. Chr.      | Grab V der Königsnekropole von Byblos, Erstbesitzer                                                  |
|                          |                       | |
| Tjeker-baal              | ca. 1075 v. Chr.      | König von Byblos, nur bekannt aus dem Reisebericht des Wenamun während der Herrschaft von Smendes I. |
|                          |                       | |
| Ahiram                   | ca. 1000 v. Chr.      | Grab V der Königsnekropole von Byblos, Zweitbesitzer, erster belegbarer König der Phönizier          |
| Zakar-Baal               | ca. 975 v. Chr.       | wird in der ägyptischen Geschichte des Wenamun genannt                                               |
| Yehimlik                 | ca. 950 v. Chr.       | bekannt von einer Stele                                                                              |
| Abibaal                  | ca. 930 v. Chr.       | Name auf einer ägyptischen Statue aus Byblos                                                         |
| Elibaal                  | ca. 920 v. Chr.       | Name auf einer ägyptischen Statue aus Byblos                                                         |
| Schipit-Ba'al I.         | ca. 900 v. Chr.       | aus assyrischen Quellen bekannt                                                                      |
|                          |                       | |
| Schipit-Ba'al II.        | ca. 740 v. Chr.       | aus assyrischen Quellen bekannt                                                                      |
| Ormilk                   | ca. 701 v. Chr.       | aus assyrischen Quellen bekannt                                                                      |
| Milk-asaph               | ca. 670 v. Chr.       | aus assyrischen Quellen bekannt                                                                      |
| Schipit-Ba'al III.       | ca. 500 v. Chr.       | erscheint auf den Fragmenten der Stele seines Sohnes, dessen Name nicht erhalten ist                 |
| Ormilk                   | ca. 480 v. Chr.       | auf Stele des Yehawmilk genannt                                                                      |
| Yehar-Baal               | ca. 470 v. Chr.       | auf Stele des Yehawmilk genannt                                                                      |
| Yehawmilk                | ca. 450 v. Chr.       | wird auf einer Stele genannt, Sohn des Yehar-Baal, Enkel des Ormilk                                  |
|                          |                       | |
| El-Baal                  | ca. 362 v. Chr.       | auf Münzen bezeugt                                                                                   |
| Ozba'al                  | ca. 348 v. Chr.       | auf Münzen bezeugt siehe Bild                                                                        |
| Adramelek                | ca. 340 v. Chr.       | auf Münzen bezeugt                                                                                   |
| Ayinel                   | ca. 333 v. Chr.       | auf Münzen bezeugt siehe Bild                                                                        |